# Place de la Paix (Angers)
La place de la Paix est une voie de la commune française d’Angers.

## Situation et accès
Cette place se situe au nord du quartier historique de la Doutre, sur la rive gauche de la Maine qui le sépare de l'hypercentre.
L'accès principal se fait par la rue Charles Négrier, depuis le boulevard Daviers, l'un des boulevards construits à l'emplacement des anciennes murailles de la ville. La place se trouvait à l'intérieur de cette enceinte.
Cette rue continue en coupant en deux la place, dans un axe nord-sud, mais à cet endroit elle perd son nom ; elle fait partie de l'ensemble « Place de la Paix ». Elle est prolongée au sud par la rue de l'Hommeau.
Un autre axe, orienté est-ouest, dessert la place. À l'est, en direction des greniers Saint-Jean, se trouve la rue Henri Legludic, tandis qu'à l'ouest se situe la rue Monfroux, qui finit par rejoindre le boulevard Daviers.
Enfin, une ruelle cyclable et piétonne rejoint elle aussi le boulevard, au nord : le passage des Trois Moines.

## Origine du nom
Le nom de cette place est dû à l'ancien cimetière des pauvres qui s'y trouvait. Il faut comprendre le mot « Paix » comme la « paix éternelle », c'est-à-dire la mort.
Durant la révolution, la place était nommée « Rue de la Paix ».

## Historique
De la fin du XIIe siècle jusqu’à la Révolution française, le lieu est un cimetière chrétien dévolus aux pauvres. En 1792, le lieu désaffecté reçoit l'appellation de « place de la Paix ».

## Bâtiments remarquables et lieux de mémoire
Le Guide du routard, décrit la place comme « entourée de vieilles demeures et d’anciens hôtels particuliers ».
Parmi eux se trouve l'hôtel Drouet au no 7, classé monument historique. Datant du XVIe siècle, il est fortement remanié à partir de 1637 (la date est inscrite sur le bâtiment) par le maître apothicaire François Drouet, qui lui a laissé son nom. Pkus tard, il deviendra aumône publique d'Angers.
Également, l'hôtel Marcouault, du XVIe siècle et qui fait l'angle avec la rue de l'Hommeau, est protégé au titre des monuments historiques. Nommé d'après son second propriétaire Mathurin Marcouault, « maître principal régent au collège d'Anjou en l'université d'Angers », il est également appelé hôtel Du Guesclin car il a appartenu à la cette famille du début du XVIIIe siècle jusqu'à la Révolution.
Un autre bâtiment notable, bien que non protégé, est l'hôtel de Scépeaux puis de Richeteau, au no 9. C'est ici que se trouvent les plus anciens vestiges de la place, avec un grand sous-sol voûté de la seconde moitié du XIIe siècle, donc contemporain de la création de la place.
On trouve encore, au no 6, l'hôtel du Petit-Rivau et son imposante tour d'escalier du XVe siècle, et au no 14 la demeure familiale des hommes politiques Jean et Claude Poperen.